# Procerocymbium buryaticum
Procerocymbium buryaticum là một loài nhện trong họ Linyphiidae.
Loài này thuộc chi Procerocymbium. Procerocymbium buryaticum được Yuri M. Marusik & Koponen miêu tả năm 2001.